# Mare Insularum
Il mare Insularum (mare delle Isole) è un mare lunare, situato nei pressi dell'equatore della Luna, sull'emisfero del satellite sempre rivolto verso la Terra. Il mare è situato poco a sud del mare Imbrium.

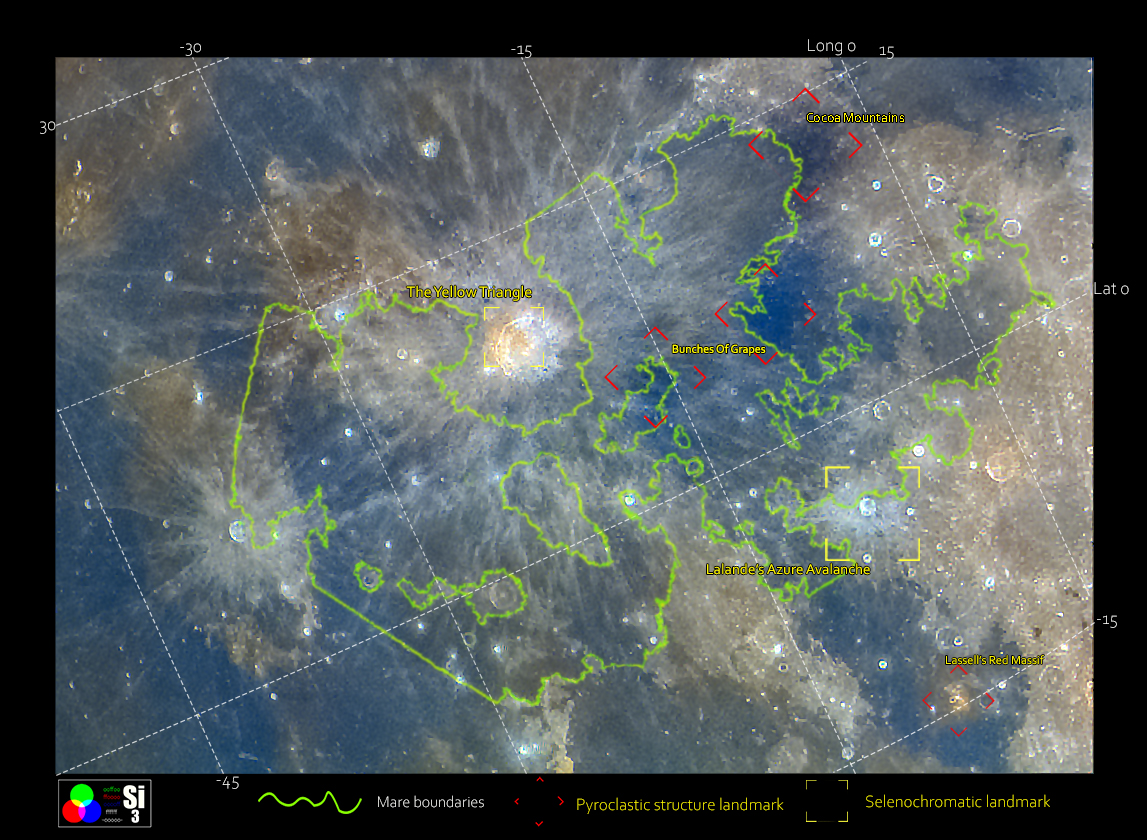
La regione del Mare Insularum in formato selenocromatico.

## Geologia
Il bacino risale all'era geologica dell'Imbriano inferiore, mentre il materiale che compone il mare risale all'Imbriano superiore.

## Dintorni
In posizioni diametralmente opposte rispetto al mare Insularum sono situati i due notevoli crateri Kepler, ad ovest, e Copernichus, ad est; le raggiere di entrambi i crateri penetrano all'interno del mare, evidenziando la loro origine più recente. In direzione sudest il mare si collega con l'Oceanus Procellarum; in direzione nordest esso si conclude con il Sinus Aestuum.